# Nati nel 1952/Senza giorno specificato
| Questa pagina contiene informazioni ricavate automaticamente dalle voci biografiche con l'ausilio del template Bio e di un bot. L'aggiornamento è periodico e automatico e ricostruisce completamente la pagina. Se manca una persona in questa lista, sei pregato di non aggiungerla, ma accertati piuttosto che la sua voce biografica contenga il template Bio e che i dati anagrafici siano correttamente compilati. Se il template Bio manca, inseriscilo tu stesso o, in alternativa, metti l'avviso {{tmp\|Bio}} che ne segnala la mancanza. Se i dati riportati sono sbagliati, correggi direttamente la voce biografica; le modifiche saranno visibili in questa lista entro pochi giorni. Per chiarimenti vedi il progetto biografie. La lista contiene solo le 232 persone che sono citate nell'enciclopedia e per le quali è stato implementato correttamente il template Bio. Pagina aggiornata al 18 ago 2025. |

- Juan Abreu, scrittore e pittore cubano
- Sandra Adair, montatrice statunitense
- Alice Agogino, ingegnere meccanico statunitense
- George Aguilar, attore statunitense
- Hashem Muhammad Ali Al-Mashhadani, giurista e teologo iracheno († 2021)
- Marcella Althaus-Reid, teologa argentina († 2009)
- Christine Amor, attrice australiana
- Giovanni Anselmi, astronomo italiano
- Masaru Arai, astronomo giapponese
- Meiert Avis, regista irlandese
- Yoshiaki Banno, astronomo giapponese († 1991)
- Arthur Barrow, bassista e tastierista statunitense
- Claudja Barry, cantante giamaicana
- Peter Barsocchini, autore televisivo e produttore televisivo statunitense
- Jahnu Barua, regista indiano
- Leo Bassi, giocoliere, comico e attore francese
- Jim Bechtel, giocatore di poker statunitense
- Ruth Beckermann, regista austriaca
- Antonio Bellotti, poliziotto italiano († 1971)
- Carla Benedetti, critica letteraria, italianista e saggista italiana
- Roberto Benzi, fisico italiano
- Jamie Bernstein, attrice, regista e sceneggiatrice statunitense
- Hugo Bianchi, ex cestista uruguaiano
- Tuula Bjorkling, modella finlandese
- Karen Bjornson, modella statunitense
- Giles Blunt, scrittore e sceneggiatore canadese
- Stephen Bolsin, medico inglese
- Stephen Booth, scrittore britannico
- Martin Bower, effettista britannico
- Adrian Bowyer, ingegnere e matematico britannico
- Carlo Bozotti, dirigente d'azienda e ingegnere italiano
- Ken Brady, cestista statunitense († 2021)
- Kevin Braheny, compositore e polistrumentista statunitense
- Di Brandt, poetessa e critica letteraria canadese
- John Broughton, astronomo australiano
- Ladislav Brožek, astronomo slovacco
- Massimo Bucciantini, storico italiano
- Jean-Marc Bustamante, pittore, scultore e fotografo francese
- Urvashi Butalia, scrittrice e editrice indiana
- Sandro Calvani, funzionario italiano
- Allan Cameron, scrittore e traduttore scozzese
- Angus Peter Campbell, romanziere e poeta scozzese
- Mario Canali, artista italiano
- Chandra Livia Candiani, poetessa e traduttrice italiana
- Sandro Cappelletto, critico musicale italiano
- Giorgio Caprioli, sindacalista italiano
- Cheryl Carasik, scenografa statunitense
- Ellen Carey, fotografa e docente statunitense
- Paul Carson, sciatore alpino e imprenditore canadese († 2021)
- Rick Carter, scenografo e produttore cinematografico statunitense
- Alberto Casiraghi, editore, aforista e illustratore italiano
- Christian Cassar, artista italiano
- Marco Cavani, scrittore italiano
- Tony Cedras, musicista e polistrumentista sudafricano († 2024)
- Gary Chalk, illustratore e scrittore inglese
- Mauro Chiaruzzi, politico sammarinese
- Kunzang Choden, scrittrice bhutanese
- Choi Seung-ja, poetessa e traduttrice sudcoreana
- Luigi Ciccarese, direttore della fotografia italiano
- Julian Colbeck, tastierista e compositore britannico
- Juan Cole, storico, orientalista e opinionista statunitense
- Claudio Coletta, medico e scrittore italiano
- Leone Colonna, sceneggiatore italiano († 1999)
- Gianni Comino, alpinista italiano († 1980)
- Diane Culver, ex sciatrice alpina e allenatrice di sci alpino canadese
- Hamid Dastmalchi, giocatore di poker iraniano
- Antonella De Cieri, filosofa italiana († 2002)
- Manuel De Landa, regista, artista e filosofo statunitense
- Paolo De Nevi, pittore, scultore e scrittore italiano
- Reza Deghati, fotografo e giornalista iraniano
- John Dawson Dewhirst, insegnante britannico († 1978)
- Jan van Dijk, sociologo olandese
- Savas Dimopoulos, fisico greco
- Moustapha Dimé, artista senegalese († 1998)
- Paolo Dongo, criminale italiano
- Susan E. Morse, montatrice statunitense
- Barry Eichengreen, economista statunitense
- Richard Einhorn, compositore statunitense
- Adel El Siwi, artista egiziano
- James Elmer Mitchell, psicologo statunitense
- Giorgio Fabre, storico e giornalista italiano
- Emanuela Fasoli, ex sciatrice alpina italiana
- Stephanie Forrest, ex sciatrice alpina statunitense
- Maureen Freely, scrittrice, docente e traduttrice statunitense
- Daniel Fried, diplomatico statunitense
- Joaquín García, ex agente segreto statunitense
- Antonio Garofalo, scacchista e compositore di scacchi italiano
- Ali Mohamed Ghedi, politico somalo
- Agostino Giovagnoli, storico e storico della filosofia italiano
- Didier Godard, saggista francese
- Timothy Greenfield-Sanders, fotografo statunitense
- Anke Maria Groot, modella olandese
- Antxón Gómez, scenografo spagnolo
- Hirohide Hamashima, ingegnere giapponese
- Richard Hambleton, pittore canadese († 2017)
- Paul Hammond, batterista britannico († 1992)
- David Handler, scrittore statunitense
- Jim Hart, scultore canadese
- Mona Hatoum, artista libanese
- Michel Hoëllard, scrittore francese
- Michael Hoenig, compositore e musicista tedesco
- Linda Hooks, modella britannica
- Yoshimi Ichimura, astronomo giapponese
- Uemon Ikeda, artista e pittore giapponese
- Toshihiko Ikemura, astronomo giapponese
- Philip Jeck, artista e musicista inglese († 2022)
- Jay Jolley, ex ballerino statunitense
- Abu Bakr Yunis Jabr, generale e politico libico († 2011)
- Faye Kellerman, scrittrice statunitense
- Kevin Kelly, saggista, fotografo e ambientalista statunitense
- Adam Kimbisa, politico tanzaniano
- Rainer Kling, astronomo tedesco
- Masahiro Koishikawa, astronomo giapponese († 2020)
- Slobodan Kojović, ex calciatore jugoslavo
- Kwok Pui-lan, teologa cinese
- Frank Rafael La Rue Lewy, diplomatico e avvocato guatemalteco
- Omar Laimina, ex tennista marocchino
- Enrico Lantelme, regista italiano
- Paolo Lanzotti, scrittore italiano
- Anneliese Leibetseder, ex sciatrice alpina austriaca
- Nino Lepore, direttore d'orchestra, violista e compositore italiano
- Cesare Lievi, regista teatrale, poeta e drammaturgo italiano
- Eva Lindström, scrittrice e illustratrice svedese
- Will Malone, produttore discografico e tastierista inglese
- Jack Maple, poliziotto statunitense († 2001)
- Titti Marrone, giornalista e scrittrice italiana
- Robert Cecil Martin, informatico statunitense
- Mansour Matloubi, giocatore di poker iraniano
- Claudio Mauri, scrittore italiano
- Aleksej Maksimov, artista russo
- Patricia McFadden, sociologa, scrittrice e insegnante swazilandese
- Ken McKenzie, ex cestista canadese
- Shelley McNamara, architetta irlandese
- Ketan Mehta, regista, sceneggiatore e produttore cinematografico indiano
- Saida Menebhi, attivista, sindacalista e poetessa marocchina († 1977)
- Michael Messner, sociologo statunitense
- Dimitri Michalopoulos, storico greco
- Nicole Miller, stilista statunitense
- Doug Mitchell, produttore cinematografico britannico
- Valentine Moghadam, sociologa iraniana
- Joseph L. Montani, astronomo statunitense
- Saverio Morabito, mafioso e collaboratore di giustizia italiano
- Helen Morgan, modella gallese
- Agnese Moro, giornalista e scrittrice italiana
- Judy Mowatt, cantante giamaicana
- Roberto Mussapi, poeta, scrittore e traduttore italiano
- Tetsuo Nagata, direttore della fotografia giapponese
- Nuala Ní Dhomhnaill, poetessa irlandese
- Donal O'Shea, matematico canadese
- Michael Oblowitz, regista, produttore cinematografico e sceneggiatore sudafricano
- Mark Opitz, produttore discografico australiano
- Elsa Osorio, scrittrice e sceneggiatrice argentina
- Roberto Pace, attore italiano
- Roberto Pertici, storico italiano
- Philippe Petitcolin, imprenditore francese
- Alvaro Pierri, chitarrista uruguaiano
- Franco Pino, mafioso e collaboratore di giustizia italiano
- Giancarlo Pontiggia, poeta, critico letterario e scrittore italiano
- Pietro Ponzetto, scacchista italiano
- Diana Preston, scrittrice, giornalista e viaggiatrice inglese
- Luca Primon, liutaio italiano († 2017)
- Raoul Pupo, storico italiano
- Roberta Quaglia, ex sciatrice alpina italiana
- Guido Rampoldi, giornalista e scrittore italiano
- Martin Rapaport, imprenditore belga
- Jorge Reyes, musicista messicano († 2009)
- Thomas Ricciardi, mafioso e collaboratore di giustizia statunitense
- Ottaviano Rossi, politico sammarinese
- Clive Ruggles, astronomo e archeologo britannico
- Sean Russell, scrittore canadese
- Herbert Rösler, erpetologo tedesco
- Angie Sage, scrittrice britannica
- Mohamed Said Fofana, politico guineano
- Angelo Sala, giornalista e scrittore italiano († 2013)
- Gino Salica, ingegnere italiano
- Félix San Vicente, docente, linguista e saggista spagnolo
- Lorenzo Sassoli de Bianchi, imprenditore, scrittore e critico d'arte italiano
- Paolo Savini, serial killer italiano († 1992)
- Lisa Schwarzbaum, critica cinematografica e critica musicale statunitense
- Francesco Segafredo, imprenditore italiano
- Isam Sharaf, politico egiziano
- Bulbul Sharma, scrittrice e pittrice indiana
- Peter Sheridan, sceneggiatore e drammaturgo irlandese
- Brush Shiels, cantante e chitarrista irlandese
- Alessandro Siciliani, direttore d'orchestra e compositore italiano
- Mansour Sora Wade, regista senegalese
- Mark Spragg, scrittore statunitense
- Peter Brailey Stetson, astronomo canadese
- Susan Stewart, poetessa statunitense
- David Stone, tastierista canadese
- Tad Stones, animatore statunitense
- Gerhard Streminger, filosofo austriaco
- Oumou Sy, stilista senegalese
- Mieko Tadokoro, fotografa giapponese
- Mahmoud Taher, dirigente sportivo egiziano
- Kesao Takamizawa, astronomo giapponese
- Akira Takao, giapponese
- Roger Reynold Talbot, scrittore irlandese
- Masaaki Tanaka, architetto giapponese
- Carlene Thompson, scrittrice statunitense
- Tian Zhuangzhuang, regista e produttore cinematografico cinese
- Jim Todd, allenatore di pallacanestro statunitense
- Mohamed Toufali, cantante e poeta berbero
- Bruce Turgon, bassista, tastierista e compositore statunitense
- Serge Ubertì, artista francese († 2018)
- Seiji Ueda, astronomo giapponese
- Anita Ušacka, magistrata lettone
- Éric Valli, fotografo e regista francese
- Nguyen Van Viet, artista marziale vietnamita
- Ann Van de Velde, fumettista belga
- Brian D. Warner, astronomo statunitense
- Chris Watson, musicista e compositore britannico
- Roberto Weber, sondaggista italiano
- Rebecca Wells, scrittrice e attrice statunitense
- Christof Wetterich, fisico tedesco
- Randall White, antropologo canadese († 2022)
- Christopher Whyte, poeta, critico letterario e traduttore britannico
- Cai Xia, docente cinese
- Jacek Yerka, pittore e illustratore polacco
- Marino Zanotti, politico sammarinese
- Luisa Zappa, cantante, artista e paroliera italiana
- Giuseppe Zecchini, storico italiano
- Halyna Zmijevs'ka, allenatrice di pattinaggio ucraina
- Ibrahim al-Maqadma, guerrigliero palestinese († 2003)
- Watban Ibrahim al-Tikriti, politico e funzionario iracheno († 2015)
- ʿAbbās al-Nūrī, attore siriano
- Nasr al Omr, personalità religiosa saudita
- Mansur bin Mut'ib Al Sa'ud, principe e politico saudita
- Talal bin Sa'ud Al Sa'ud, principe, funzionario e dirigente sportivo saudita († 2020)
- Claude de Vulpian, ex ballerina francese
- Jos van Veldhoven, direttore d'orchestra, direttore di coro e musicologo olandese
- Abraham Erasmus Braam van Wyk, botanico sudafricano